# Michael Roes
Michael Roes, född 7 augusti 1960 i Rhede/Westfalen, är en tysk författare, romanförfattare, poet, essäist, dramatiker, antropolog och filmskapare.

## Biografi
Michael Roes växte upp i Bocholt. Efter skolan studerade han psykologi, filosofi och tyska vid Fria universitetet i Berlin, där han 1985 tog en examen i psykologi.
Från 1987 till 1989 var han regiassistent och dramaturg vid Schaubühne i Berlin och vid Münchner Kammerspiele. Därefter följde en period av studier i Negev-öknen. 1991 disputerade Roes med en avhandling om Isak och blev därmed doktor i filosofi.
År 1993 blev Michael Roes Fellow vid Collegium Budapest. Som en del av ett etnologiskt forskningsprojekt tillbringade han ett år i Jemen 1994/1995. Han skrev om sina etnologiska studier där i romanen Rub' al-Khali. Under de följande åren reste Roes främst till Amerika och bodde under en längre tid i New York, där han arbetade på sin roman "The Coup of Berdache" och sin litterära reseessä "Skin of the South". År 2000 spelade Roes in sin första långfilm Someone is Sleeping in my Pain, en arabisk Macbeth, i New York och Jemen. Därefter följde flera långa vistelser i Algeriet, bland annat med romanen Vägen till Timimoun, filmen Lyckans stad, en dokumentär om algeriska ungdomars vardagsliv, och Roes andra långfilm Timimoun, en algerisk oresteia.
Under 2004 och 2006/2007 var Michael Roes inbjuden som gästprofessor vid Central European University i Budapest, där han bland annat arbetade med studenter på sitt filmprojekt Elevation. Därefter följde en tre månader lång vistelse i Nanjing och arbete med romanen The Five Colours Black, som publicerades hösten 2009.
Mellan 2012 och 2013 var Michael Roes Research Fellow vid Freie Universität Berlins International Research College Interweaving Theatre Cultures. Han är medlem i PEN Centre Germany.

## Verk
Michael Roes strävar alltid efter att interagera med det okända. Hans litterära och filmiska verk bygger på en undersökning av mycket olika kulturer, från de nordamerikanska indianerna i romanen The Coup of the Berdache, till det samtida Kina i The Five Colours Black, de walesiska myterna i Lleu Llaw Gyffes, till den islamiska världen i romanerna Rub' al-Khali / Empty Quarter, Way to Timimoun, Near Inverness och Story of Friendship. Hans verk präglas av synkretism och experimentlusta.
- I romanen Rub' al-Khali / Empty Quarter, utgiven 1996, är huvudpersonen en antropolog som vill forska om traditionella barnlekar och danser i Jemen. Hans dagbok är en blandning av reseskildring, vardagsobservationer och reflektioner kring lek. Ett annat, kompletterande narrativt stråk i romanen utgörs av dagboken från Alois Ferdinand Schnittke, som reste till Jemen i början av artonhundratalet. Schnittkes berättelse präglas av en lyhördhet för lokala seder och en upplyst inställning till arabvärlden. De båda dagböckerna är nära sammanflätade.[7]

- I diktsamlingen Durus Arabij, Arabische Lektionen (1997) förmedlar Michael Roes en interkulturell ljudbild. Den israeliske kompositören Amos Elkana tonsatte 13 dikter ur denna samling.[8]

- Nah Inverness, utgiven 2004, arbetar också med två motsvarande dagbokssträngar. Den amerikanske regissören Hal Dumblatt är besatt av tanken på en filmatisering av "Macbeth" med jemenitiska stamkrigare som skådespelare. Den andra berättarnivån utgörs av rapporterna från Ahmed, en jemenitisk officer som följer med filmteamet och eventuellt rapporterar till den jemenitiska säkerhetstjänsten. Handlingen i romanen bygger på autentiska upplevelser: År 2000 reste Michael Roes till Jemen med ett litet filmteam för att spela in sin version av Macbeth med titeln Someone is Sleeping in my Pain (2001).[9]

- Från 2003 till 2006 arbetade Michael Roes med ett annat dubbelprojekt: Timimoun. Under flera resor till Algeriet gjorde han först dokumentärfilmen City of Happiness (2003/2004)[10] och långfilmen Timimoun (2004 / 2005), en algerisk roadmovie baserad på de grekiska myterna om Agamemnon och Orest.[11]

- Romanen Weg nach Timimoun (2006) följer i stort sett filmmanuset och berättar historien om Laid, en ung fotograf som av sin syster Assia ombeds att hämnas mordet på deras far av deras mor. Tillsammans med sin vän Nadir ger sig Laid ut på en äventyrlig resa från kuststaden Bejaia till öknen.[12]

- 2006 gjorde Roes sin tredje långfilm Elevation som en del av en gästprofessur vid Central European University (CEU) i Budapest med de två huvudrollsinnehavarna från Timimoun. Manuset är baserat på Roes första teaterpjäs Aufriss (premiär på Theater der Stadt Koblenz 1992)[13] och visar den hopplösa situationen för två flyktingar vid Europas gränser i sparsmakade svartvita bilder.[14][15]

- 2009 publicerade Michael Roes sin Kinaroman Die Fünf Farben Schwarz, som handlar om Leipzigprofessorn i retorik Viktor Holz resa till Nanjing i Kina. Jagberättarens minnen och reflektioner vävs samman med en filosofisk essä om döden i 59 delar och en mängd observationer av vardagslivet i Kina.[16]

- I romanen Geschichte der Freundschaft (2010) återvänder Roes till Algeriet och berättar historien om vänskapen mellan Matthias, en läkare i Berlin, och den algeriske studenten Yanis, en känslomässigt och kulturellt extremt svår relation mellan två män som kommer från helt olika världar och försöker leva det omöjliga: ett möte med det främmande utan att expropriera det främmande.[17]

- Michael Roes berättar historien om den jemenitiske pojken Asis i Die Laute ur två perspektiv, inramat av en nära-döden-upplevelse under en cykeltur i utförsbacke till Weichsels strand. Det ena beskriver pojkens skoltid i Aden, uppvaknandet av teckenpoeten. I den andra berättar Asis själv om sitt arbete med en opera om tävlingen mellan Apollon och faunen Marsyas. Han bor i Krakóws industridistrikt Nowa Huta, studerade i flera år för den polske kompositören Adam Twardowski och sorterar flygfrakt på flygplatsen på nätterna. - "Asis 'hör' med hela sin kropp. I hans opera kondenseras råa frekvenser till marsyalisk musik. Roes skapar en skräckens födelsepoetik som återför det mytiska materialet "upp i luften". Romanen leder in i primala scener av berättande och känslor", skriver Hans Hütt i taz.[18] - Romanen nominerades till det tyska bokpriset 2012.

- Liksom romanen "Die Fünf Farben Schwarz" utspelar sig "Die Legende von der Weißen Schlange" i Nanjing, men den här gången är det den 20-årige skådespelaren, breakdansaren, skejtaren och graffitikonstnären Jian som står i centrum för handlingen. "Genom honom får läsaren en inblick i omvälvningarna i det moderna Kina, som ännu inte har hittat sin väg mellan tradition och modernitet", förklarar Tobias Schmidt på literaturkritik.de. "Att detta inte resulterar i klichéartade bilder och beskrivningar är tack vare Michael Roes mycket reflekterande skrivstil, som i alla hans böcker navigerar tryggt runt allmänningar och generaliseringar och därmed kombinerar välbekanta och nya perspektiv."[19]

- Michael Roes kallar sin romanbiografi Zeithain om Hans Hermann von Katte, vän till den preussiske kronprinsen Friedrich, för "En preussisk kärlekshistoria". Att denna berättelse varken är historiskt romantiserad eller romantiserad beror dock på berättarstilen i "Zeithain": i presens har jagberättaren Philipp Stanhope kommit över några av Kattes brev till sin faster Melusine von der Schulenburg och ger sig ut på jakt efter de platser som var avgörande för Katte.De aktuella upplevelserna övergår i Kattes livshistoria, som berättas med stort lugn, ömsom ur ett författar-, ömsom ur ett jagperspektiv. Detta sökande efter ledtrådar i det förflutna är i själva verket ett sökande efter sig själv - "och märkligt nog är det just Philipp Stanhopes nutid som verkar magiskt laddad och ibland sagolikt fördunklad, medan den egentliga historien om Hans Hermann von Katte berättas på ett klart, rationellt och upplyst sätt", kommenterar Veit Schubert för tidskriften Mannschaft. [20] - "Roes lyckas med konststycket", skriver Judith von Sternburg i Frankfurter Rundschau, "att ge Katte ett språk som passar honom, eller åtminstone övertygar om honom och hans berättarposition. Nykter som han själv, men ändå uppmärksamt iakttagande, även om Katte själv inte inser hur känslig han är. "Zeithain" är en självbiografi i dagboksliknande realtid."[21]

I samtliga romaner och filmer skildras interkulturella möten som oerhört komplexa och sköra. En bärande idé i Michael Roes tänkande är övertygelsen om att det som människor har gemensamt i form av erfarenheter är större än det som skiljer dem åt. Språk och kultur kan vara ett hinder för förståelse, men upplevelsen av våra fysiska förnimmelser går djupare: "Orsakerna till skillnaderna i våra respektive sätt att tänka ligger inte i våra intellektuella förmågor, utan i våra olika språk", står det i Empty Quarter. "Men vi kan kommunicera. Därför att vi har våra kroppar gemensamt. Det är inte kulturer som möts, utan ansikten, dofter, röster."
Förutom ras och kön, genusfrågor och problemet med sonoffer tar han också upprepade gånger upp den akademiska litteraturens anspråk på giltighet och objektivitet, särskilt i sina essäer (Krieg und Tanz, Berlin 2007; Perversion und Glück, Berlin 2007, Engel und Avatar, Berlin 2011). I en postmodernistisk stil avskaffar han gränserna mellan vetenskap och litteratur och pekar på ifrågasättandet av enhetliga modeller och verklighetens pluralistiska konstitution.
År 2023 publicerade Roes Spunk, en roman som utspelar sig i slutet av 1970-talet om en ung homosexuell takläggare på Walz.

## Stipendier och utmärkelser
- 1991, 2007/2008 årsstipendium från Tyska litteraturfonden
- 1993 Else Lasker-Schüler Playwright Prize (pris för pjäser)
- 1994–1995 Stipendium vid Wissenschaftskolleg zu Budapest
- 1995, 2000, 2005 stipendier från Stiftung Preußische Seehandlung
- 1997 Bremen stads litteraturpris
- 1998 Medlem av PEN-centrum Tyskland
- 2004 Stipendium från den nederländsk-tyska kulturstiftelsen
- 2006 Alice Salomon Poetics Prize från Alice Salomon Hochschule Berlin Berlin[24]
- 2007 Kina-stipendium från utrikesministeriet[25]
- 2011 Stipendium från Stiftelsen för tysk-polskt samarbete (Villa Decius, Krakow)
- 2012 Poet in Residence för DAAD i Kabul, Afghanistan
- 2012 / 2013 forskarassistent vid International Research College "Interconnections of Theatre Cultures" vid Free University of Berlin
- 2012 nominering av romanen Lutan till det tyska bokpriset[26]
- 2013 Spycher: Leuk Literature Prize med Mircea Cărtărescu[27]
- 2018 / 2019:s 37:e poesiföreläsningsskap för Universitetet i Paderborn[28]
- 2020 Margarete Schrader-priset för litteratur[29]
- 2020 Annette-von-Droste-Hülshoff-priset[30]
- 2021 Poet in Residence vid University of Duisburg-Essen[31]
- Alfred Döblin-stipendium 2022 från Berlin Academy of Arts[32]

## Teaterpjäser
- Aufriss. Stadsteatern i Koblenz, 1992.
- Cham. Teatern i Köln 1993.
- Madschnun Al-Malik. Düsseldorfs teater, 1998.
- Durus Arabij. Festivalteatern i Berlin, 1998.
- Kain. Elegy Hebbel Theatre, Internationella poesifestivalen i Berlin, 2004.
- Der Coup der Berdache. Palast der Republik, Berlin, 2004.

## Filmografi
- Abdallah and Adrian. Dokumentärfilm, Jemen 1996.
- Someone is Sleeping in my Pain. Långfilm, Jemen / USA 2000.
- City of Happiness. Dokumentärfilm, Algeriet, 2003/2004
- Phaidra. Remade. Filmessä, Budapest 2004.
- Timimoun. Långfilm, Algeriet, 2004/2005
- Elevation. Långfilm, Ungern, 2006.
- Breakdance in China. Dokumentärfilm, Kina 2007/2012
- Bardo. Långfilm, Tunisien 2016[33]